# 拉韋特海崖

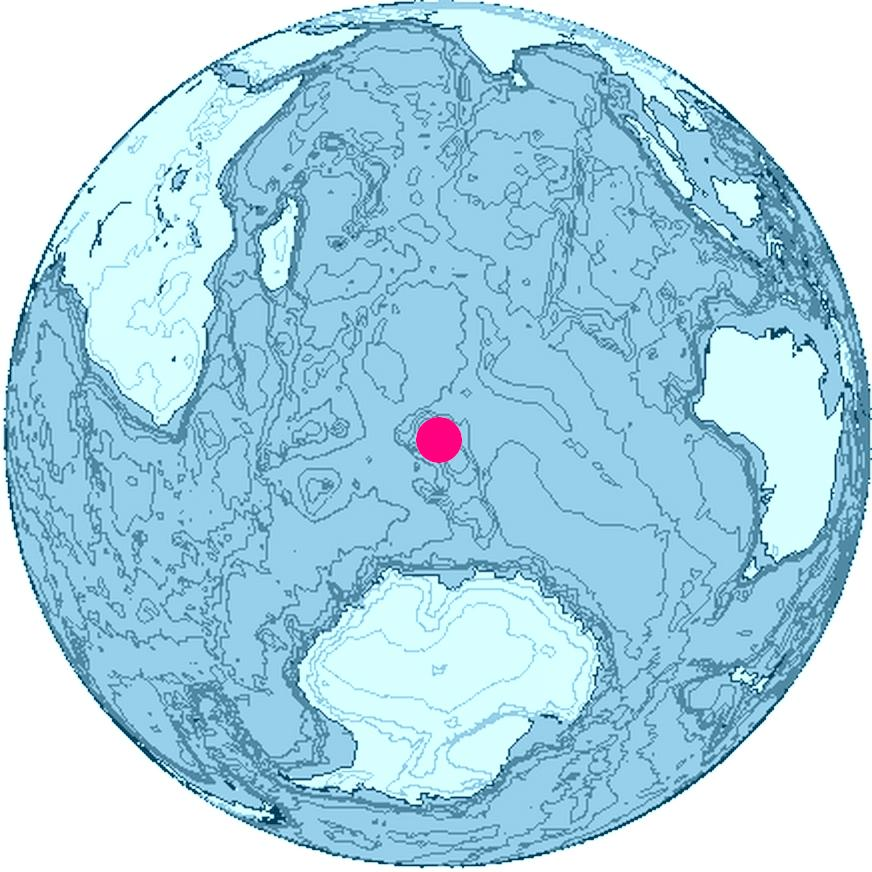
拉韋特海崖在地球上所处的位置

拉韋特海崖（英語：Lavett Bluff），是南極洲的海崖，位於澳大利亞海外領地赫德島南部，處於迪科克冰川和五十一冰川之間，在1948年由澳大利亞探險隊測量。